# 比伊特·斯卡斯泰因
比伊特·斯卡斯泰因（挪威語：Birgit Skarstein，1989年2月10日—），挪威女子越野滑雪、赛艇运动员。她曾代表挪威参加2014年、2018年和2022年冬季残疾人奥林匹克运动会越野滑雪比赛、2016年和2020年夏季残疾人奥林匹克运动会赛艇比赛，获得一枚金牌。